# The Diary of a Teenage Girl
The Diary of a Teenage Girl is een Amerikaanse film uit 2015 onder regie van Marielle Heller, gebaseerd op het gelijknamige boek uit 2002 van Phoebe Gloekner. De film ging in première op 24 januari op het Sundance Film Festival in de U.S. Dramatic Competition.

## Verhaal
Minnie Goetze is een vroegrijp en artistiek tienermeisje dat opgroeit in San Francisco in de jaren 1970. Ze is eenzaam, maakt expressieve tekeningen en vertrouwt haar gedachten toe aan een bandrecorder. Ze wordt geconfronteerd met haar ontluikende seksualiteit en op een avondje alleen met haar moeders vriend, gaat ze met hem naar bed.

## Rolverdeling
| Acteur              | Personage             |
| ------------------- | --------------------- |
| Bel Powley          | Minnie Goetze         |
| Alexander Skarsgård | Monroe Rutherford     |
| Christopher Meloni  | Pascal MacCorkill     |
| Kristen Wiig        | Charlotte Worthington |
| Madeleine Waters    | Kimmie Minter         |
| Abigail Wait        | Gretel                |
| Austin Lyon         | Ricky Wasserman       |

## Prijzen en nominaties
De belangrijkste:
| Jaar | Prijs                         | Categorie                                                         | Genomineerde(n) | Uitslag  |
| ---- | ----------------------------- | ----------------------------------------------------------------- | --------------- | -------- |
| 2015 | Sundance Film Festival        | U.S. Dramatic Special Jury Award for Excellence in Cinematography | Brandon Trost   | Gewonnen |
| 2015 | Gotham Independent Film Award | Beste actrice                                                     | Bel Powley      | Gewonnen |